# باغ پرندگان پارک شهر تهران
باغ پرندگان پارک شهر تهران Garden Birds تهران در مرکز پارک شهر تهران واقع شده است.
پارک پرندگان در اسفند ماه سال ۸۸ در ۳ قطعه با مساحتی بالغ بر ۴۳۶۲ مترمربع و هزینه‌ای بالغ بر یک میلیارد و ۵۰۰ میلیون ریال (احداث، محوطه سازی، فضای سبز و برکه، حصارکشی، روشنایی و احداث باغ پرندگان) در پارک شهر احداث شده است.
باغ پرندگان پارک شهر دارای ۸ قفس وسیع و ۲ محوطه باز بوده و گونه‌های مختلفی چون طوطی‌های برزیلی، هفت رنگ، سبز، آرا و رنگی، کپک، بلدرچین، مرغ عشق، عروس هلندی، انواع کبوترهای غیرمتعارف زینتی، انواع طاووس، انواع واریته‌های قرقاول، انواع بوقلمون، مرغ‌های زینتی هلندی و مرغابی در آن در معرض دید عموم شهروندان قرار گرفته است.

## منیع
1. ↑  سازمان زیباسازی شهرداری تهران[پیوند مرده]